# Reggie Bush
Reginald Alfred "Reggie" Bush (San Diego, Kalifornia, 1985. március 2. –) amerikai amerikaifutball-játékos.
Egyetemi tanulmányai alatt a Southern California csapatában játszott. Dacára annak hogy futójátékos volt, az elkapásban is jeleskedett, emellett Bush a Detroit punt returnere is volt.

## A 2006-os NFL draft
A draft előtt Reggie Bush-t várták az 1. kör 1. választottjának, de végül a Houston Texans Mario Williamset választotta, úgyhogy Bush csak a 2. választott lett, így kötött ki a New Orleans-nál.

## A 2006-os szezon
2006-ban 155 futási kísérletből 565 yardot futott, 3.6 yardos átlaggal, ebből 6 touchdownt ért el. Leghosszabb futása 18 yardos volt.
Ezen kívül 2006-ban volt 88 elkapása amivel jelentős 742 yarddal segítette a támadást, amiből 2 touchdown is született.
2 fumble-je volt az idényben. Mindkettőt elvesztette a csapat.

## A 2007-es szezon
Ebben az évben 157 futáskísérlete volt, ezekből 581 futott yardot ért el, 4 touchdownt szerezve. A futásátlaga 3.7 yard volt. Leghosszabb futása 22 yardosra sikerült.
73 elkapásával 417 yardot ért el. Ez 2 touchdownt jelentett csapatának.
8 fumble-je volt az idényben. Ezekből 3-ból lett labdavesztés.

## A 2008-as szezon
2008-ban volt a legkevesebb futási kísérlete. 404 yardot, és 2 touchdownt teljesített ebben a szezonjában, 108 kísérletéből, 3.8 yardos átlaggal. Leghosszabb futása 43 yardos volt. 52 elkapásából hozott a Szenteknek 440 yardot és 4 touchdownt, 3 fumble-je volt 2008 során, 2-ből lett labdavesztés.